# 精巣上体炎
精巣上体炎（せいそうじょうたいえん、英: Epididymitis）とは、精巣上体（副睾丸）に炎症が起こる病気の事である。副睾丸炎（ふくこうがんえん）とも呼ばれる。炎症が拡大して精管が侵された場合は精管炎（英: Deferentitis, Vasitis）、精索構造全体に及ぶと精索炎（英: Funiculitis）と呼ばれる。

## 原因
大腸菌、ブドウ球菌、連鎖球菌などの細菌の感染が原因とされる。他の離れた感染巣から血行感染する場合もあるが、多くは前立腺や膀胱などの近接臓器に感染があって、細菌が精管を通って精巣上体に侵入する事で起こる。発症頻度は高く、何らかの原因で感染を起こしている場合にのみしばしば見られる。

## 症状
寒気や高熱と共に陰嚢が赤くむくんで大きくなる。精巣上体も大きく腫れて硬くなり、強い痛みと圧痛を感じる。痛みは陰嚢を持ち上げると軽くなる。重くなると太腿の付け根（鼠径部）も腫れるため、歩きにくくなる。

## 治療
陰嚢に冷たい湿布を当てて陰嚢をサポーターで固定する。病原菌に有効な抗生物質を投与すれば数日から10日ほどで熱は下がる。ただし、精巣上体のしこりは3か月から半年の間にかけて残る事がある。膿瘍がある場合は、陰嚢を切開して膿を出す事になる。